# John Drew Barrymore
Pour l’article homonyme, voir Barrymore.
John Drew Barrymore est un acteur et réalisateur américain né le 4 juin 1932 à Los Angeles, en Californie (États-Unis), mort le 29 novembre 2004 à Los Angeles (É.-U.). Il est le deuxième enfant des acteurs John Barrymore et Dolores Costello, ainsi que le père de John Blyth Barrymore (en) et Drew Barrymore, également acteurs.

## Filmographie

### Comme acteur
- 1950 : Les Cavaliers du crépuscule (The Sundowners) de George Templeton : Jeff Cloud
- 1950 : La Vallée du solitaire (High Lonesome) d'Alan Le May : Cooncat
- 1951 : Québec (en) d'Alan Le May : Mark Douglas
- 1951 : La Grande Nuit (The Big Night) de Joseph Losey : George La Main
- 1952 : Les Diables de l'Oklahoma (Thunderbirds), de John H. Auer : Pvt. Tom McCreery
- 1956 : La Cinquième Victime (While the City Sleeps) de Fritz Lang : Robert Manners
- 1957 : The Shadow on the Window (en) de William Asher : Jess Reber
- 1958 : Jeunesse droguée (High School Confidential!) de Jack Arnold : J. I. Coleridge
- 1958 : Never Love a Stranger de Robert Stevens : Francis 'Frankie' Kane
- 1959 : The Boatmen
- 1959 : Le Grand Damier (Night of the Quarter Moon) d'Hugo Haas : 'Roderic 'Chuck' Nelson
- 1960 : Ti aspetterò all'inferno de Piero Regnoli : Walter
- 1960 : Les Nuits de Raspoutine de Pierre Chenal : Prince Felix Yousoupoff
- 1960 : Les Cosaques (I cosacchi) de Victor Tourjanski : Giamal
- 1960 : La Princesse du Nil (La donna dei faraoni) de Victor Tourjanski : Sabaku
- 1961 : La Guerre de Troie (La guerra di Troia) de Giorgio Ferroni : Ulysse
- 1962 : Par le fer et par le feu (Col ferro e col fuoco) de Fernando Cerchio : Bohun
- 1962 : Ponce Pilate (Ponzio Pilato) de Gian Paolo Callegari et Irving Rapper : Judas / Jesus
- 1962 : La Bataille de Corinthe (Il conquistatore di Corinto) de Mario Costa : Diaeus
- 1963 : Le Sabre de la vengeance (I diavoli di Spartivento) de Leopoldo Savona : Lotario Duchesca
- 1963 : The Keeler Affair (en) de Robert B. Spafford : Dr Stephen Ward
- 1964 : Les Possédées du démon (Delitto allo specchio) de Jean Josipovici et Ambrogio Molteni : Anthony
- 1964 : Rome contre Rome (Roma contro Roma) de Giuseppe Vari : Aderbad
- 1965 : Crimine a due de Romano Ferrara (de) : Paul Morand
- 1965 : Les Mystères de l'Ouest (The Wild Wild West), (série TV) - Saison 1 épisode 9, La Nuit du Couteau à double tranchant (The Night of the Double-Edged Knife), de Don Taylor : American Knife, série Gunsmoke in "in Seven Hours to Dawn" as Mace Gore
- 1967 : Winchester '73 (TV) : Preacher
- 1969 : This Savage Land (TV) : Stacey
- 1973 : The Clones : Hippie
- 1976 : Baby Blue Marine (en)

### Comme réalisateur
- 1955 : Matinee Theatre (en) (série TV)